# Трећа (Плашчанска) бригада Осме дивизије НОВЈ
Алтернативни називи:
 Плашчанска бригада
Трећа бригада Осме дивизије НОВЈ
Трећа (Плашчанска) бригада Осме дивизије НОВЈ позната и као Плашчанска бригада формирана је 1. јануара 1944. од два батаљона 3 (15) бригаде 8. дивизије НОВЈ, и око 600 бораца Плашчанског НОП одреда. У другој половини јануара и првој половини фебруара бранила је слободну територију Плашчанске долине од делова немачке 392. легионарске дивизије и усташких јединица. У борбама 23—29. јануар 1944. на подручју Јосипдол—Модруш—Плашки онемогућила је продор делова 392. дивизије у Плашки. Непријатељ је претрпео губитке од 421 избаченог из строја. У поновљеним борбама 31. јануара уз учешће и делова 33. усташке бојне, Плашки је напуштен. Јединице Бригаде ослободиле су 5. фебруара село Дабар, а 10. фебруара села Сабљак и село Кукињу. Под притиском делова 846. пука 392. дивизије и 33. усташке бојне, бригада је у марту напустила Плашћанску долину, али је истог месеца изгубљена територија повраћена офанзивном акцијом с осталим снагама 8. дивизије. Заједно са 2. ударном бригадом 8. дивизије и деловима Кордунашког НОП одреда, бригада је 5/6. априла одбацила усташке и домобранске снаге из села Вукманић (непријатељ имао 73 погинула и 243 заробљена), а у борбама 9—19. априла осигуравала је из рејона Дрежника напад на Цазин. За време напада немачких, усташких и четничких снага против јединица НОВ] на слободној територији Лике у мају 1944, бригада је водила тешке борбе у рејону Врховина, Бабиног потока и Чудиног
кланца везујући за себе знатне снаге, а затим је из рејона села Саборског бранила слободну територију Кордуна. Са деловима 2. бригаде 8. дивизије, ослободила је истог месеца село Примишље од делова немачког 1. ловачког пука. У јуну и јулу бригада је с осталим јединицама 8. дивизије дејствовала у Жумберку и Покупју. Међу значајније борбе спадају оне код Свете Јане 22. јуна са немачким, усташким и домобранским снагама за одбрану слободне територије
Жумберка, успешна офанзивна дејства (са 24. дивизијом) на посаде дуж пута и железничке пруге Загреб—Јастребарско и пута Јастребарско—Раков поток и поновно борбе за одбрану слободне територије Жумберка од 27. јуна до 2. августа 1944. Крајем јула бригада је враћена на Кордун. У августу води борбе у рејону Огулина и руши пругу Карловац—Огулин. Крајем новембра с подручја Дрежник-града спречавала је продор непријатеља од Ваганца на слободну територију Слуња, од 12. до 16. децембра 1944. са 1. бригадом 8. дивизије водила је успешне борбе дуж пута Дрежник-град—Личка Јасеница са деловима 7. усташког здруга и четничком групацијом војводе Момчила Ђујића, а задњих дана децембра и почетком јануара 1945. учествовала је у разбијању немачких и усташких јединица у Личком Петровом Селу, Чалопеку и Ваганцу. У фебруару је имала 1402 борца. Бригада је 6. и 8. фебруара 1945. бранила Плашћанску долину од делова немачке 392. легионарске дивизије и 17. усташког здруга и претрпела знатне губитке (38 погинулих и 41 рањен, међу којима и 7 руководилаца батаљона и чета). Крајем марта учествовала је у разбијању немачких снага код Слуња, које су покушале да интервенишу из Карловца ка нападнутом Бихаћу. У завршним операцијама, дејствовала је у саставу дивизије водећи нарочито тешке борбе са немачким јединицама у рејону Илирске Бистрице.